# Landivisiau

Landivisiau este o comună în departamentul Finistère, Franța. În 1 ianuarie 2022 avea o populație de 9.197 de locuitori.